# Irina Sebrova
Irína Fiódorovna Sebrova (en ruso: Ири́на Фёдоровна Себро́ва; Tetiakovka, Imperio ruso, 12 de diciembrejul./ 25 de diciembre de 1914greg. - Moscú, Rusia, 5 de abril de 2000) fue una piloto de caza soviética que combatió en la Segunda Guerra Mundial como comandante de vuelo en el 46.º Regimiento de Aviación de Bombarderos Nocturnos de la Guardia «Taman» de mujeres, también conocido como las «Brujas de la Noche». El 23 de febrero de 1945, recibió el título de Héroe de la Unión Soviética por sus primeras 825 misiones de bombardeo. Al final de la guerra, totalizó más de 1000 salidas, más que cualquier otra mujer piloto.

## Biografía

### Infancia y juventud
Irína Sebrova nació el 25 de diciembre de 1914 en la pequeña localidad de Tetiakovka en Novomoskovsk, en la gobernación de Tula (Imperio ruso) en el seno de una familia de campesinos rusos muy pobres y numerosa; tenía cinco hermanos. Después de completar solo cinco grados en escuela local en 1927, se mudó a Moscú, donde se graduó en la escuela de oficios en 1933 y luego trabajó como cerrajera.
Hasta 1939 trabajó como operaria de mantenimiento de máquinas de coser y luego como capataz de turno en una fábrica de cartón que fabricaba cajas postales. También asistió a cursos de enfermería y tiro de precisión. En 1939, se graduó como piloto en el club de vuelo Bauman, asistió a la Escuela de Instructores de Vuelo de Jersón, graduándose en mayo de 1940 antes de convertirse en instructora en el club de vuelo local del distrito Frunze de Moscú.

### Segunda Guerra Mundial
En octubre de 1941, varios meses después de la invasión alemana de la Unión Soviética, ingresó en la Escuela de Aviación Militar de Engels, para convertirse en navegante en el 588.º Regimiento de Bombardeo Nocturno, uno de los tres regimientos de aviación formados por mujeres, fundados por Marina Raskova y liderado por la mayor Yevdokía Bershánskai. El regimiento estaba formado íntegramente por mujeres voluntarias, desde las técnicos hasta las pilotos, todas ellas de una edad cercana a los veinte años.
El 23 de mayo de 1942, el regimiento fue transferido a la 218.º división de bombarderos nocturnos del Frente Sur (estacionada en el aeródromo de la aldea de Trud Gornyaka cerca de Voroshilovgrado). La propia Marina Raskova las acompañó hasta su destino y luego dio un conmovedor discurso de despedida antes de regresar a Engels. En su nuevo destino el regimiento quedó adscrito al 4.º Ejército Aéreo al mando del mayor general Konstanín Vershinin. Fue el primero de los tres regimientos femeninos en entrar en combate.
La noche del 9 de marzo de 1942, durante un vuelo de entrenamiento sobrevivió a un accidente que a punto estuvo de costarle la vida, junto a su navegante Rufina Gásheva; esa noche, perdieron la orientación espacial debido a las malas condiciones climáticas y se estrellaron cerca de su aeródromo. Sin embargo, Sebrova no perdió la confianza en sí misma y se ganó la reputación de tener una compostura tranquila durante las situaciones más difíciles en el combate. Al llegar al frente, inicialmente voló como piloto, a menudo con Natalia Meklin como su navegante; juntas volaron alrededor de 250 salidas como tripulación antes de que Meklin se convirtiera en piloto. Pronto se distinguió como una hábil piloto después de una misión sobre Mozdok en la que se le encargó distraer a las fuerzas enemigas para que otras tripulaciones aéreas pudieran bombardear objetivos en el área sin obstáculos; A pesar del mal tiempo y la peligrosa tarea, llevó a cabo la misión con éxito y aterrizó sin problemas después de realizar su misión.

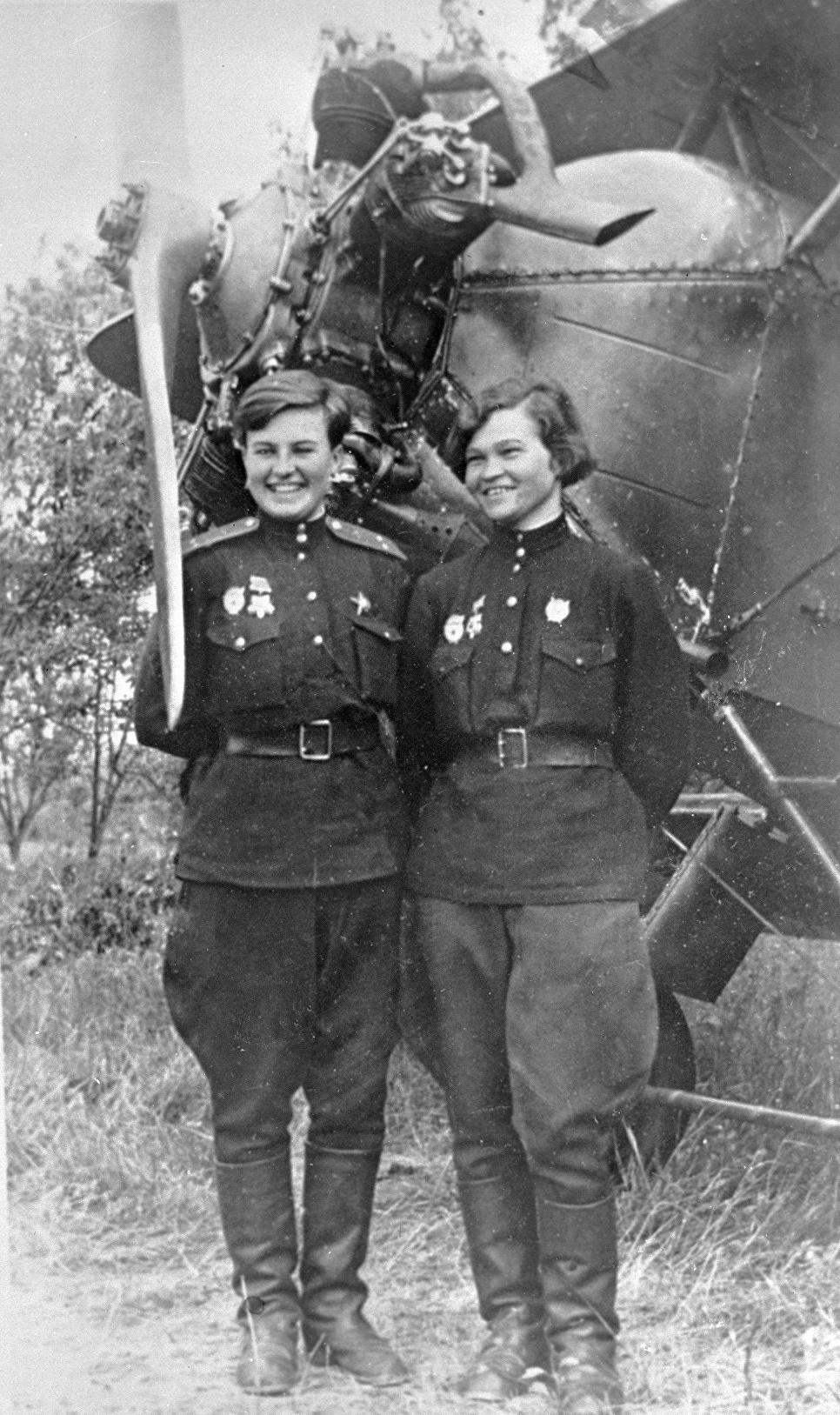
Natalia Meklin (izquierda) junto a Irína Sebrova enfrente de un avión Polikarpov Po-2 en 1945.

En 1943, el regimiento fue honrado con la designación honorífica de Guardias y renombrado como 46.º Regimiento de Aviación de Bombarderos Nocturnos de Guardias. Después de la batalla del Cáucaso, volvió a demostrar su valía en la ofensiva de Crimea, especialmente durante la Operación de desembarco Kerch-Eltigen donde realizó varias docenas de salidas para lanzar desde el aire 51 bolsas de alimentos, municiones y otros suministros a las tropas del Ejército Rojo en las cabezas de playa en la costa este de Crimea, a veces haciendo 7-8 salidas en una sola noche cuando era necesario. Para octubre de 1944 había acumulado 825 salidas de combate, arrojando 92 toneladas de bombas, derribando tres baterías de artillería, cuatro reflectores, una locomotora, ocho vehículos, más de dos pelotones de infantería enemiga, entre otros objetivos, por los que fue nominada al título de Héroe de la Unión Soviética. Mientras la nominación estaba pendiente en el invierno de 1944, se le concedió una licencia de diez días, durante la cual visitó a su padre y hermana, quienes le dieron la noticia de que su madre había muerto después de que un soldado alemán la matara para robarla las botas de invierno.
No mucho después de recibir el título el 23 de febrero de 1945, estuvo cerca de lo que más tarde recordó como su vuelo más memorable; durante ese vuelo voló con Nina Reutskaya como su navegante. Bombardearon con éxito su objetivo, una fortaleza fuertemente custodiada en Grudziądz (Polonia), pero pronto se dieron cuenta de que su motor había sido alcanzado por la metralla, lo que provocó que la presión del aceite cayera en picado y la temperatura interna del motor se disparara antes de que finalmente fallara por completo. Varios kilómetros dentro del territorio controlado por los alemanes en el momento de la falla del motor, sin embargo, logró deslizar su avión siniestrado hacia el territorio controlado por los soviéticos para un aterrizaje de emergencia. Después de aterrizar con seguridad, ella y Reutskaya inspeccionaron los daños en su avión antes de aventurarse en busca de tropas amigas. Mientras caminaban por el bosque, encontraron los cuerpos de dos soldados alemanes muertos antes de encontrarse finalmente con un vehículo soviético; luego hablaron con el conductor, quien les explicó que no podía llevarlos a su aeródromo porque tenía que terminar una tarea urgente, pero les dio instrucciones para llegar a un pueblo donde se alojaban las tropas de tanques soviéticos. Las dos se dirigieron al pueblo y pasaron la noche en la casa de un residente; ese día, el conductor regresó para llevarlas a su aeródromo, donde llegaron por la noche para enterarse de que el regimiento pensaba que habían muerto en acción. Anteriormente había experimentado otros peligros que la obligaron a realizar aterrizajes de emergencia, pero ninguno fue tan dramático como el de Grudziądz.
Después de la capitulación de Berlín, Sebrova con su navegante Meklin realizó un vuelo diurno de «vuelta de la victoria» para inspeccionar los restos de la ciudad, dando vueltas a baja altura sobre el Reichstag, donde se colgó recientemente la bandera de la victoria. A lo largo de la guerra, voló en las batallas del Cáucaso, Bielorrusia, Ucrania, Kuban, Crimea, Polonia y Alemania, acumulando más salidas que cualquier otra mujer piloto, sumado 1008 salidas de combate al final de la guerra.

### Posguerra
Al final de la guerra, había alcanzado el rongo militar de teniente primero, siguió siendo comandante de vuelo en su unidad de guerra hasta su disolución en octubre de 1945, y en diciembre de ese año se convirtió en técnica aeronáutica superior en un taller de aviones militares soviéticos en Polonia. Después de casarse con su compañero técnico de aviación Aleksandr Jomenko, dio a luz a su hija Galina en 1947. En agosto de ese mismo año fue reasignada a una base diferente en Polonia, pero pronto se retiró del ejército en 1948, ya que su esposo había sido reasignado al 89.ª Regimiento de Aviación de Transporte, con base en un aeródromo cerca de Moscú. La familia se mudó a Moscú, donde, desde 1961 hasta 1967, trabajó en un taller de producción experimental en el Instituto de Aviación de Moscú.
Irína Sebrova murió el 5 de abril de 2000 en Moscú y fue enterrada en el cementerio Rakitin de la capital moscovita.

## Condecoraciones
A lo largo de su carrera militar Irína Sebrova recibió las siguientes condecoracionesː
- Héroe de la Unión Soviética (23 de febrero de 1945)
- Orden de Lenin (23 de febrero de 1945)
- Orden de la Bandera Roja, tres veces (19 de octubre de 1942, 26 de abril de 1944 y 15 de junio de 1945)
- Orden de la Guerra Patria de 1.er (11 de marzo de 1985) y 2.do grado (27 de abril de 1943)
- Orden de la Estrella Roja (8 de octubre de 1943)
- Medalla Conmemorativa por el Centenario del Natalicio de Lenin
- Medalla por la Defensa del Cáucaso
- Medalla por la Victoria sobre Alemania en la Gran Guerra Patria 1941-1945
- Medalla Conmemorativa del 20.º Aniversario de la Victoria en la Gran Guerra Patria de 1941-1945
- Medalla Conmemorativa del 30.º Aniversario de la Victoria en la Gran Guerra Patria de 1941-1945
- Medalla Conmemorativa del 40.º Aniversario de la Victoria en la Gran Guerra Patria de 1941-1945
- Medalla Conmemorativa del 50.º Aniversario de la Victoria en la Gran Guerra Patria de 1941-1945
- Medalla de Zhúkov
- Medalla por la Liberación de Varsovia
- Medalla del 50.º Aniversario de las Fuerzas Armadas de la URSS
- Medalla del 60.º Aniversario de las Fuerzas Armadas de la URSS
- Medalla del 70.º Aniversario de las Fuerzas Armadas de la URSS